# Bethlehem (band)
Bethlehem is een Duitse dark metalband. Ze worden gezien als de uitvinders van het genre. Op hun debuutalbum, Dark Metal (waarvan de term dark metal afkomstig is), mengden ze gothic en doommetal met invloeden uit de deathmetal en black metal. Deze stijl is op al hun albums terug te vinden.

## Leden
- Jürgen Bartsch: Bass (all the time), Electronics, Synths (Mein Weg)
- Steve Wolz: Drums (Profane Fetmilch Lenzt Elf Krank, Schatten aus der Alexanderwelt, Mein Weg);
- Olaf Eckhardt: Electric Guitars (Schatten aus der Alexanderwelt, Mein Weg)
- Andreas Tekath: Session-Keyboards/Piano (on Mein Weg)

## Ex-leden
- Guido Meyer de Voltaire: Vocals (Schatten aus der Alexanderwelt, Mein Weg)
- Reiner Tiedemann: Keyboards (Schatten aus der Alexanderwelt), Remixes (Suicide Radio)
- Klaus Matton: Electric Guitars (until Profane Fetmilch Lenzt Elf Krank)
- Marco Kehren: Vocals (on S.U.I.Z.I.D.; Reflektionen aufs Sterben)
- Markus Lossen: Drums (on S.U.I.Z.I.D.; Reflektionen aufs Sterben)
- Cathrin Campen: Vocals (on S.U.I.Z.I.D.; Reflektionen aufs Sterben)
- Rainer Landfermann: Vocals (on Dictius Te Necare)
- Steinhoff: Drums (until Dictius Te Necare)
- Andreas Classen: Vocals (until Dark Metal)
- Oliver Schmidt: Session-Keyboards (on Thy Pale Dominion)

## Albums
- Mein Weg (2004, Red Stream Inc)
- Suicide Radio (2003, Red Stream Inc)
- Schatten aus der Alexander Welt (2001)
- Schatten aus der Alexander Welt (American Version, has only one CD) (2001, Red Stream Inc)
- Profane Fetmilch Lenzt Elf Krank (7"-Single) (2000)
- Reflektionen aufs Sterben (1998, Red Stream Inc)
- Sardonischer Untergang im Zeichen irreligiöser Darbietung (1998, Red Stream Inc)
- Dictius Te Necare (1996, Red Stream Inc)
- Dark Metal (1994, Red Stream Inc)
- Thy Pale Dominion (7"-Single) (1993)